# Borivli
Borivli (engelska: Borivali) är en ort i Indien.   Den ligger i distriktet Mumbai Suburban och delstaten Maharashtra, i den västra delen av landet, 1 100 km söder om huvudstaden New Delhi. Borivli ligger 22 meter över havet och antalet invånare är 609 617.
Terrängen runt Borivli är platt västerut, men österut är den kuperad. Runt Borivli är det mycket tätbefolkat, med 10 000 invånare per kvadratkilometer. Närmaste större samhälle är Bombay, 18,2 km söder om Borivli. Runt Borivli är det i huvudsak tätbebyggt.